# برتراند لاکوایت
برتراند لاکوایت (انگلیسی: Bertrand Laquait؛ زادهٔ ۱۳ آوریل ۱۹۷۷) بازیکن فوتبال اهل فرانسه است.
از باشگاه‌هایی که در آن بازی کرده‌است می‌توان به باشگاه فوتبال نانسی، باشگاه فوتبال رکریتیوو اوئلوا، باشگاه فوتبال والنسین، و باشگاه فوتبال رویال شارلوا اشاره کرد.